# Baksjönäs (naturreservat)
Baksjönäs är ett naturreservat beläget öster om byn Baksjönäs  i Åsele kommun i Västerbottens län.
Området är naturskyddat sedan 2017 och är 31 hektar stort. Reservatet består av barrskog med inslag av lövträd och tallbranter.